# 1418
Évszázadok: 14. század – 15. század – 16. század
Évtizedek: 1360-as évek – 1370-es évek – 1380-as évek – 1390-es évek – 1400-as évek – 1410-es évek – 1420-as évek – 1430-as évek – 1440-es évek – 1450-es évek – 1460-as évek
Évek: 1413 – 1414 – 1415 – 1416 –  1417 – 1418 – 1419 – 1420 – 1421 – 1422 – 1423

## Események

### Határozott dátumú események
- január 31. – Öreg Mircea havasalföldi fejedelem halálával I. Mihail lesz az új uralkodó Havasalföldön.[1]
- május 30. – I. János burgundi herceg elfoglalja Párizst.[2]
- július 29. – Elkezdődik Rouen angol ostroma.[3]

### Határozatlan dátumú események
- A háború kiújulása miatt Luxemburgi Zsigmond gazdasági blokád alá veszi a Velencei Köztársaságot.[4]
- Luxemburgi Zsigmond szabadon engedi Baldassare Cossát, a három évvel korábban letett és elfogott pisai ellenpápát.[5]

## Születések
- február 23. – II. Pál pápa († 1471)
- december 12. – VI. Albert osztrák herceg († 1463)

## Halálozások
- január 31. – Öreg Mircea havasalföldi fejedelem[1]